# Балькарсе, Хуан Рамон
Хуан Рамо́н Непумусено Гонса́лес де Балька́рсе (исп. Juan Ramón Nepomuceno González de Balcarce; 16 марта 1773, Буэнос-Айрес — 12 ноября 1836, Консепсьон-дель-Уругвай) — аргентинский военный и политический деятель.

## Биография
Внук Хосе Мартинеса Фонтеса (1729—1764) — испанского колониального губернатора Парагвая (1761—1764).
Хуан Рамон участвовал в борьбе против британского вторжения в 1807 году и в военной кампании в Верхнем Перу 1812 года под командованием генерала Мануэля Бельграно. Занимал должность губернатора Буэнос-Айреса с 1818 до 1820 года. В годы правления де Росаса занимал пост министра обороны. В 1832 году он снова был избран губернатором Буэнос-Айреса. 11 октября 1833 года состоялся судебный процесс против де Росаса. В это время под стенами резиденции губернатора собралась большая толпа гаучо и бедняков, которые требовали освобождения Росаса из-под стражи и отставки Балькарсе. Войска, которые должны были сдерживать толпу, повернули оружие против правительства и присоединились к народу. Балькарсе был отдан под суд, а его место занял Хуан Хосе Вьямонте. Балькарсе был заключен и умер в ссылке в Консепсьон-дель-Уругвай.